# ZFC (voetbalclub)

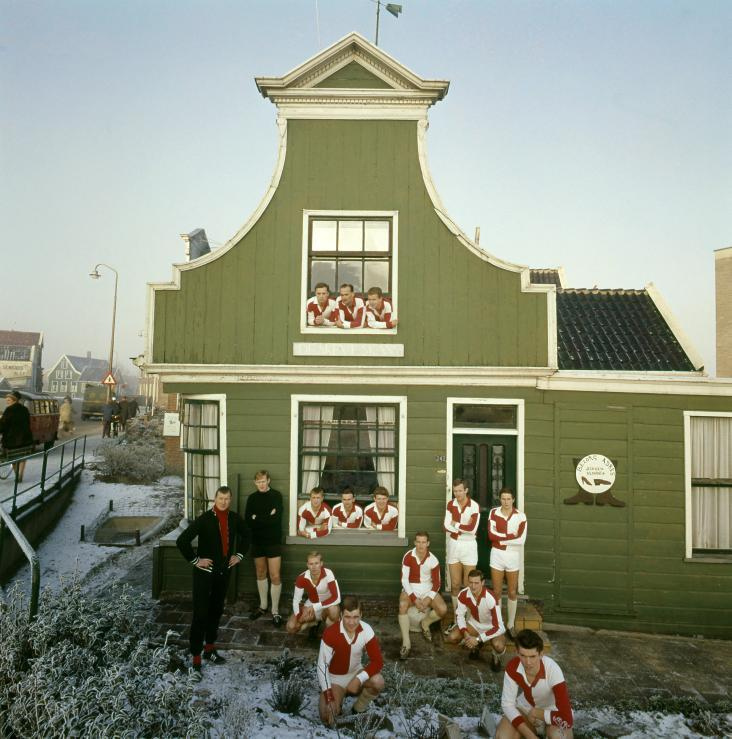
Selectie van ZFC in 1964

ZFC (Zaanlandsche Football Club) was een voetbalclub uit Zaandam die werd opgericht op 4 april 1904. ZFC speelde in de NVB in de tweede en later in de eerste klasse. In het seizoen 1924/1925 werd de club bekerkampioen van Nederland.

## Geschiedenis

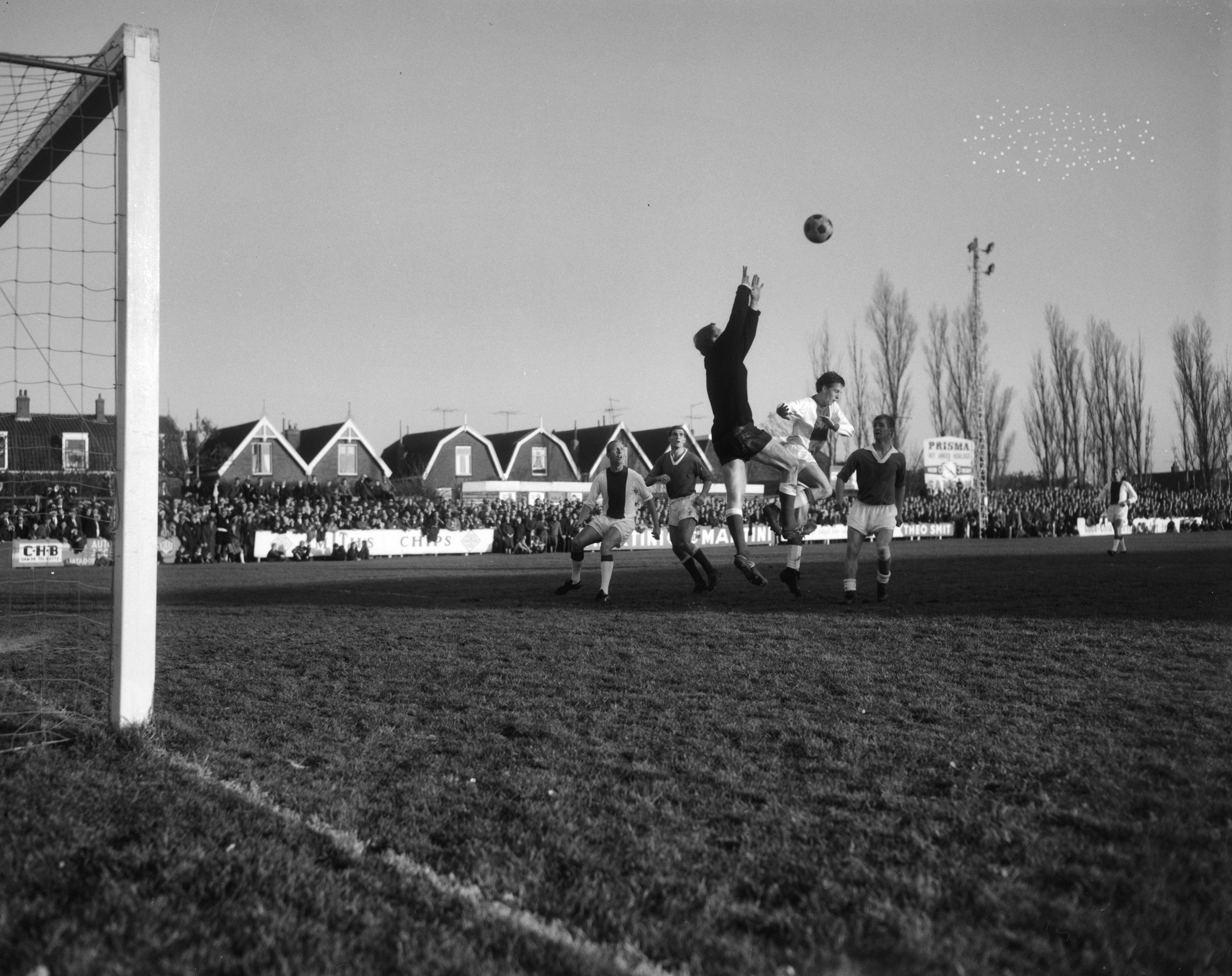
ZFC-Ajax, nov. 1965. Jan Plekker plukt de bal weg voor Co Prins. Op de achtergrond Zaanse huizen

ZFC promoveerde in 1922 naar de eerste klasse en speelde tot 1937 op het toenmalige hoogste niveau. In die periode behaalde de club het grootste succes, door in 1925 de KNVB-beker te winnen door in de finale in Utrecht Xerxes met 5-1 te verslaan. 
Toen in 1954 in Nederland het betaald voetbal werd ingevoerd, werd ZFC een semi-profclub. In 1958 werd het kampioen van de Tweede Divisie A, zodat promotie naar de Eerste divisie werd afgedwongen. In 1962 werd ZFC echter teruggezet naar de Tweede divisie, omdat het aantal reeksen in de Eerste divisie werd teruggebracht van twee naar een. In die periode ondernamen de gebroeders Molenaar pogingen om via een fusie tussen KFC uit Koog aan de Zaan en ZFC tot één grote Zaanse club te komen. Deze pogingen liepen echter op een mislukking uit. Vervolgens werd in 1964 in Koog aan de Zaan FC Zaanstreek opgericht, dat de licentie van plaatsgenoot KFC overnam. In 1967 werd uit een fusie tussen Alkmaar '54 en FC Zaanstreek AZ '67 geboren.
ZFC heeft na de gedwongen degradatie naar de Tweede Divisie - destijds de laagste afdeling in het Nederlandse profvoetbal - nooit meer een rol van betekenis kunnen spelen. Na de grote sanering van 1971 keerde ZFC terug naar de amateurs. Vanwege tegenvallende resultaten en afnemend ledental fuseerde de club in 1990 met Z.V.V., een andere Zaanse vereniging, tot Hellas Sport Combinatie.
Een bekende speler uit de begintijd van ZFC was Hennie Dijkstra die in 1939 twee interlands speelde, en wel tegen België en Zwitserland. Een andere international die voor ZFC heeft gespeeld is Johnny Rep. Andere bekende spelers uit de late jaren zestig waren Abe van den Ban, Dick Helling en Piet Ouderland, die eerder voor Ajax speelde.

## Competitieresultaten 1988–1990 (zaterdag)
| 2 4A |

| 4 4A |

| 8 4A |

| Vierde klasse |

## Competitieresultaten 1911–1990 (zondag)
| 6 3C |

| 4 3D |

| 4 3E |

| 2 3E |

| 3 3? |

| 2 3G |

| 1 3F |

| 6 2A |

| 6 2B |

| 3 2B |

| 1 2A |

| 4 |

| 5 1B |

| 9 |

| 4 |

| 6 |

| 5 |

| 5 |

| 8 |

| 2 |

| 2 |

| 2 |

| 8 |

| 4 |

| 9 |

| 7 |

| 10 |

| 5 2A |

| 7 2B |

| 3 |

| 1 2A |

| 2 2A |

| 5 2A |

| 3 2A |

|  |

| 6 2A |

| 3 2A |

| 2 2A |

| 1 2B |

| 5 2B |

| 3 2B |

| 2 2A |

| 1 2A |

| 2 2A |

| 4 2B |

| 9 C |

| 2 B |

| 1 A |

| 12 A |

| 8 B |

| 8 B |

| 8 B |

| 8 A |

| 15 A |

| 12 A |

| 14 A |

| 13 |

| 12 |

| 8 |

| 13 |

| 10 |

| 1 3B |

| 1 2B |

| 8 1A |

| 4 1A |

| 10 1A |

| 2 1A |

| 11 1A |

| 1 2A |

| 2 2A |

| 4 2A |

| 2 2A |

| 5 2A |

| 1 2A |

| 10 1A |

| 8 1A |

| 11 1A |

| 11 1A |

| 10 2A |

| 5 3B |

| Eerste divisie | Eerste klasse (profniveau) | Tweede divisie | Eerste klasse | Overgangsklasse | Tweede klasse | Derde klasse | Noodcompetitie |

In elke staaf van de grafiek staat van boven naar beneden vermeld: 
- Eindnotering

Dit is de positie die de club heeft bereikt in de competitie, zonder eventuele beslissings-, play-off- of nacompetitiewedstrijden die nodig zijn geweest om bijvoorbeeld de kampioen van de competitie te bepalen.
Indien een * achter het getal staat is de notering een tussenstand en kan het zijn dat de notering niet overeenkomt met de uiteindelijke eindstand van de competitie.
Staat er een - dan is het seizoen nog bezig en is er geen definitieve uitslag bekend.
Staat er xx op de positie van de notering, dan heeft de club vroegtijdig de competitie verlaten. Dit kan onder andere komen door terugtrekking van het team, faillissement van de club of door een uitgedeelde straf van de KNVB. In veel gevallen staat elders in het artikel de reden vermeld.
Staat er een ? dan is het resultaat uit het verleden onbekend, en is alleen de competitie of het niveau bekend van dat seizoen.
In de seizoenen 2019/20 en 2020/21 werd wegens de coronacrisis het amateurvoetbal afgebroken. Daardoor kennen deze staven geen eindklassering (middels -- weergegeven).
- Competitieniveau en afdelingsletter of Officiële eindstand Eredivisie
  - Competitieniveau en afdelingsletter

Hierbij geeft het getal het niveau weer, dat ook terug te vinden is in de legenda. De letter is de afdelingsaanduiding en wordt gebruikt wanneer er meer afdelingen zijn op hetzelfde niveau. De afdelingsletter is altijd een hoofdletter en wordt meestal zonder nummer gebruikt.
Voorbeeld: 2F is niveau 2e klasse competitie F.
Het competitieniveau en nummer wordt niet vermeld wanneer er slechts één competitie van dit niveau was.
  - Officiële eindstand Eredivisie (getal staat tussen haakjes vermeld)

Sinds de introductie van play-offwedstrijden voor Europees voetbal na afloop van de reguliere competitie in 2005/06, is de KNVB verplicht een eindstand van de Eredivisie door te geven aan de UEFA aan de hand van deze play-offwedstrijden.
Bij deze eindstand staan clubs die zich hebben gekwalificeerd voor Europees voetbal hoger dan clubs die zich niet wisten te kwalificeren. Indien er geen verschil was tussen de eindnotering en de officiële eindstand, staat dit getal niet vermeld.

- Onderafdeling

Hier staat afgekort de naam van de onderafdeling indien de club in dat jaar in een onderafdeling uitkwam. Tevens staat deze afkorting in de legenda en wordt gelinkt naar het artikel over deze onderafdeling. Deze afkorting wordt alleen vermeld wanneer de club in het verleden in verschillende onderafdelingen heeft gespeeld. Deze vermelding is in de staaf altijd in kleine letters. Deze onderafdelingen zijn na het seizoen 1995/96 afgeschaft. Heeft de club in slechts één onderafdeling gespeeld, dan is dit alleen terug te vinden in de legenda.
Onder de staaf staat het jaartal vermeld waarin het seizoen is afgesloten. 15 verwijst naar het seizoen 2014/15 of eventueel het seizoen 1914/15.
Wanneer een staaf leeg is, zijn deze gegevens niet bekend. Het kan ook zijn dat de club dat seizoen niet heeft meegespeeld op het hogere amateurniveau, vroegtijdig de competitie heeft verlaten of uit de competitie is gezet.

In het seizoen 1944/45 was er wegens de Tweede Wereldoorlog geen regulier competitievoetbal.

## Betaald voetbal

### Seizoensoverzichten
| Resultaten van ZFC sinds de toetreding in het betaald voetbal in 1955 | Resultaten van ZFC sinds de toetreding in het betaald voetbal in 1955 | Resultaten van ZFC sinds de toetreding in het betaald voetbal in 1955 | Resultaten van ZFC sinds de toetreding in het betaald voetbal in 1955 | Resultaten van ZFC sinds de toetreding in het betaald voetbal in 1955 | Resultaten van ZFC sinds de toetreding in het betaald voetbal in 1955 | Resultaten van ZFC sinds de toetreding in het betaald voetbal in 1955 | Resultaten van ZFC sinds de toetreding in het betaald voetbal in 1955 | Resultaten van ZFC sinds de toetreding in het betaald voetbal in 1955 | Resultaten van ZFC sinds de toetreding in het betaald voetbal in 1955 | Resultaten van ZFC sinds de toetreding in het betaald voetbal in 1955 | Resultaten van ZFC sinds de toetreding in het betaald voetbal in 1955 | Resultaten van ZFC sinds de toetreding in het betaald voetbal in 1955 |
| Seizoen                                                               | Competitie                                                            | Competitie                                                            | Competitie                                                            | Competitie                                                            | Competitie                                                            | Competitie                                                            | Competitie                                                            | Competitie                                                            | Competitie                                                            | Kwalificatie                                                          | KNVB beker                                                            | Bijzonderheid                                                         |
| Seizoen                                                               | Divisie                                                               | GW                                                                    | W                                                                     | G                                                                     | V                                                                     | DV                                                                    | DT                                                                    | PNT                                                                   | POS                                                                   | Kwalificatie                                                          | KNVB beker                                                            | Bijzonderheid                                                         |
| --------------------------------------------------------------------- | --------------------------------------------------------------------- | --------------------------------------------------------------------- | --------------------------------------------------------------------- | --------------------------------------------------------------------- | --------------------------------------------------------------------- | --------------------------------------------------------------------- | --------------------------------------------------------------------- | --------------------------------------------------------------------- | --------------------------------------------------------------------- | --------------------------------------------------------------------- | --------------------------------------------------------------------- | --------------------------------------------------------------------- |
| 1955/56                                                               | Eerste klasse C                                                       | 30                                                                    | 13                                                                    | 4                                                                     | 13                                                                    | 51                                                                    | 55                                                                    | 30                                                                    | 9e                                                                    | Tweede divisie                                                        | Geen bekertoernooi                                                    | ZFC treedt toe tot het betaald voetbal                                |
| 1956/57                                                               | Tweede divisie B                                                      | 28                                                                    | 19                                                                    | 3                                                                     | 6                                                                     | 83                                                                    | 37                                                                    | 41                                                                    | 2e                                                                    | –                                                                     | 4e ronde                                                              | –                                                                     |
| 1957/58                                                               | Tweede divisie A                                                      | 26                                                                    | 17                                                                    | 5                                                                     | 4                                                                     | 59                                                                    | 23                                                                    | 39                                                                    | 1e                                                                    | Rechtstreekse promotie                                                | Voorronde                                                             | –                                                                     |
| 1958/59                                                               | Eerste divisie A                                                      | 30                                                                    | 9                                                                     | 6                                                                     | 15                                                                    | 53                                                                    | 57                                                                    | 24                                                                    | 12e                                                                   | –                                                                     | 1e ronde                                                              | –                                                                     |
| 1959/60                                                               | Eerste divisie B                                                      | 32                                                                    | 14                                                                    | 5                                                                     | 13                                                                    | 63                                                                    | 49                                                                    | 33                                                                    | 8e                                                                    | –                                                                     | Geen bekertoernooi                                                    | –                                                                     |
| 1960/61                                                               | Eerste divisie B                                                      | 34                                                                    | 13                                                                    | 7                                                                     | 14                                                                    | 51                                                                    | 52                                                                    | 33                                                                    | 8e                                                                    | –                                                                     | Groepsfase                                                            | –                                                                     |
| 1961/62                                                               | Eerste divisie B                                                      | 34                                                                    | 14                                                                    | 8                                                                     | 12                                                                    | 40                                                                    | 36                                                                    | 36                                                                    | 8e                                                                    | Rechtstreekse degradatie                                              | Tussenronde (Tussen ronde 3 en ronde 4)                               | –                                                                     |
| 1962/63                                                               | Tweede divisie A                                                      | 32                                                                    | 11                                                                    | 9                                                                     | 12                                                                    | 43                                                                    | 44                                                                    | 31                                                                    | 8e                                                                    | –                                                                     | 1e ronde                                                              | –                                                                     |
| 1963/64                                                               | Tweede divisie A                                                      | 30                                                                    | 8                                                                     | 6                                                                     | 16                                                                    | 37                                                                    | 61                                                                    | 22                                                                    | 15e                                                                   | –                                                                     | 2e ronde                                                              | –                                                                     |
| 1964/65                                                               | Tweede divisie A                                                      | 30                                                                    | 8                                                                     | 9                                                                     | 13                                                                    | 28                                                                    | 34                                                                    | 25                                                                    | 12e                                                                   | –                                                                     | 1e ronde                                                              | –                                                                     |
| 1965/66                                                               | Tweede divisie A                                                      | 28                                                                    | 7                                                                     | 3                                                                     | 18                                                                    | 35                                                                    | 54                                                                    | 17                                                                    | 14e                                                                   | –                                                                     | Groepsfase                                                            | –                                                                     |
| 1966/67                                                               | Tweede divisie                                                        | 44                                                                    | 17                                                                    | 10                                                                    | 17                                                                    | 51                                                                    | 52                                                                    | 44                                                                    | 13e                                                                   | –                                                                     | Geen deelname                                                         | –                                                                     |
| 1967/68                                                               | Tweede divisie                                                        | 38                                                                    | 11                                                                    | 14                                                                    | 13                                                                    | 38                                                                    | 41                                                                    | 36                                                                    | 12e                                                                   | –                                                                     | Groepsfase                                                            | –                                                                     |
| 1968/69                                                               | Tweede divisie                                                        | 34                                                                    | 13                                                                    | 9                                                                     | 12                                                                    | 47                                                                    | 43                                                                    | 35                                                                    | 8e                                                                    | –                                                                     | 3e ronde                                                              | –                                                                     |
| 1969/70                                                               | Tweede divisie                                                        | 32                                                                    | 6                                                                     | 12                                                                    | 14                                                                    | 32                                                                    | 49                                                                    | 24                                                                    | 13e                                                                   | –                                                                     | 1e ronde                                                              | –                                                                     |
| 1970/71                                                               | Tweede divisie                                                        | 32                                                                    | 9                                                                     | 12                                                                    | 11                                                                    | 42                                                                    | 42                                                                    | 30                                                                    | 10e                                                                   | –                                                                     | 1e ronde                                                              | ZFC keert noodgedwongen terug naar de amateurs                        |

### Topscorers
- 1955/56:  Cees Driehuis (15)
- 1956/57:  Cor Kat (18)
- 1957/58:  Cor Kat (24)
- 1958/59:  Bert Cornelisse (9)
0000000  Lou de Graaf (9)
0000000  Cor Kat (9)
- 1959/60:  Lou de Graaf (14)
- 1960/61:  Bert Cornelisse (9)
- 1961/62:  Cor Smit (8)
- 1962/63:  Piet Blok (10)
- 1963/64:  Jos van Helvert (17)
- 1964/65:  Wietze Couperus (6)
- 1965/66:  Map Marijt (14)
- 1966/67:  Harry Polman (11)
- 1967/68:  Piet Buis (10)
- 1968/69:  Dirk-Jan van Zaane (12)
- 1969/70:  Hans van Eikeren (6)
0000000  Dick Helling (6)
- 1970/71:  Dick Helling (11)

### Trainers
- 1925–1931:  Jack Bollington
- 1931–1933:  Josef Uridil
- 1933–1935:  Ted Magner
- 1937–1940:  Jack Bollington
- 1950–1955:  Volgert Ris
- 1955–1959:  Dick Brinkhuis
- 1959–1963:  Jan van Asten
- 1963–1964:  Piet Kluit
- 1964–1966:  Dick Maurer
- 1966–1968:  Meg de Jongh
- 1968–1970:  Jan de Bouter
- 1970–1971:  Simon Kistemaker

## Bekende (oud-)spelers
- Jan den Boer

Voormalige: GVO · Hellas Sport Combinatie · KVV · Meervogels · PSCK · VV PSZ · QSC · WFC · VVZ Zaandam · FC Zaanstreek · ZFC · ZVV Zilvermeeuwen · VV ZTS · ZVV Zaandam
 Zie ook: AZ